# Geremia Lodi
Geremia Lodi (Ferrara, ...) è uno scacchista italiano.

## Carriera scacchistica
Esordisce nel 1961 nel tredicesimo campionato italiano di scacchi per corrispondenza, conseguendo il titolo di Maestro. Nell'occasione si laurea campione italiano con 9,5 punti, piazzandosi davanti ad Achille Graziani e Fiorentino Palmiotto, che concludono il torneo con 9 punti.